# Faxekredsen
Faxekredsen er en opstillingskreds i Sjællands Storkreds, oprettet i 2007.
Kredsen består pr. 18. juni 2015 af følgende kommuner og valgsteder:
1. Faxe Kommune
  1. Haslev 01
  2. Haslev 02
  3. Faxe
  4. Hylleholt
  5. Karise
  6. Dalby
  7. Rønnede
2. Stevns Kommune
  1. Hårlevhallen
  2. Strøbyhallen
  3. Stevnshallen
  4. Harmonien

## Tidligere valgkreds
Der var tidligere en valgkreds ved navn Faxe fra 1849 til 1918. Kredsen blev nedlagt efter valget i 1918.
Den senere statsminister Thorvald Stauning blev opstillet i kredsen i 1901. Stauning var folketingsmand for kredsen i 1906-1918.

## Folketingskandidater pr. 26/11-2018
| Liste | Parti                       | Kandidat | Bemærk                                                          |
| ----- | --------------------------- | --- | --------------------------------------------------------------- |
| A     | Socialdemokratiet           | Tanja Larsson |                                                                 |
| B     | Radikale Venstre            | Line Krogh Lay |                                                                 |
| C     | Det Konservative Folkeparti | Mikkel Lundemann Jensen |                                                                 |
| D     | Nye Borgerlige              | Klaus Kroll[kilde mangler] |                                                                 |
| F     | Socialistisk Folkeparti     | |                                                                 |
| I     | Liberal Alliance            | |                                                                 |
| O     | Dansk Folkeparti            | Henrik Brodersen |                                                                 |
| V     | Venstre                     | Jacob Panton |                                                                 |
| Ø     | Enhedslisten                | Sejer Folke |                                                                 |
| Å     | Alternativet                | Rasmus Nordqvist, Sascha Faxe, Peter Kjær Hansen, Carsten Bering, Joan Gerti Kragh, Lars Birger Nielsen, Claus Jansson, Kristian Gylling, Kirsten Kock, Anne Grete Kamilles, Ulla Munksgaard | Er opstillet i samtlige opstillingskredse i Sjællands Storkreds |